# Benoît Charest
Pour les articles homonymes, voir Charest.
Benoît Charest est un compositeur de musiques de films québécois, né à Montréal le 16 juillet 1964.
Il est notamment connu pour la bande sonore du film Les Triplettes de Belleville, pour laquelle il a obtenu plusieurs distinctions.

## Biographie
Benoît Charest est né à Montréal le 16 juillet 1964. Dès l’âge de 13 ans, il se passionne pour la guitare et apprend à l’oreille des pièces des Beatles et de Led Zeppelin. Par la force des choses, il découvre le jazz et décide à 17 ans d’entreprendre des cours privés avec Neil Smolar, diplômé de la Berklee School of Music de Boston. Celui-ci lui apprend les rudiments de l’harmonie, ce qui l’aidera grandement à acquérir une plus grande maîtrise de l’instrument et de la musique en général. Durant ses études universitaires, Benoît gagne sa vie en jouant avec les meilleurs jazzmen de Montréal. C’est en 1991 qu’il signe sa première musique de film : Montréal rétro, un documentaire de l’Office National du Film pour lequel il compose, arrange et dirige la trame musicale. Depuis, il a composé une quinzaine de bandes sonores dont celles du film d’animation Les Triplettes de Belleville qui lui a valu de nombreux honneurs, dont un César et une nomination aux Oscars pour la meilleure musique de film en 2004. Benoît a également composé pour la télévision, le théâtre et une soixantaine de publicités.
Il a ensuite signé la musique des films Polytechnique, Route 132, Une bouteille à la mer et Upside Down. Sa plus récente création pour le cinéma est la trame sonore du film de science-fiction Mars et Avril de Martin Villeneuve, en nomination aux Prix Écrans Canadiens 2013 et aux Prix Jutra 2013 pour la meilleure musique originale. Le 22 octobre 2013, Benoît Charest a remporté le Félix dans la catégorie « Album de l’année – bande sonore originale » au Gala de l’ADISQ pour Mars et Avril. Pour l’occasion, une édition limitée en 300 exemplaires de la trame sonore fut tirée sous forme de disque vinyle, comme un clin d’œil à l’univers rétro-futuriste du film.

## Filmographie
- 1992 : Montréal rétro
- 1999 : Matroni et moi
- 2000 : La Vie après l'amour de Gabriel Pelletier
- 2000 : The Secret Adventures of Jules Verne (série télé, 1 épisode)
- 2003 : Les Triplettes de Belleville de Sylvain Chomet
- 2005 : Soixante-seizième soirée des Oscars : Belleville rendez-vous
- 2006 : Maxed Out: Hard Times, Easy Credit and the Era of Predatory Lenders (documentaire)
- 2006 : Mamie (court métrage)
- 2007 : Ma tante Aline de Gabriel Pelletier
- 2008 : Le Mur d'Adam
- 2009 : Train en folie (en) (court métrage)
- 2009 : Polytechnique de Denis Villeneuve
- 2010 : Route 132 de Louis Bélanger
- 2011 : Une bouteille à la mer de Thierry Binisti
- 2012 : Upside Down
- 2012 : Mars et Avril de Martin Villeneuve
- 2014 : Les 18 fugitives (documentaire)
- 2016 : Qui a peur du Slenderman ? (documentaire)
- 2023 : La Cordonnière de François Bouvier

## Spectacles
- 2013  : Ciné-concert Les Triplettes de Belleville. Benoît Charest et le Terrible Orchestre de Belleville interprètent la musique des Triplettes de Belleville, en synchronie avec le film projeté sur grand écran[9].

## Distinctions

### Récompenses
- 2004 : César de la meilleure musique écrite pour un film, Les Triplettes de Belleville.
- 2004 : Los Angeles Film Critics Association Award for Best Music, Les Triplettes de Belleville.
- 2004 : Étoile d'or du compositeur de musique originale de films, Les Triplettes de Belleville.
- 2004 : Prix Félix de la révélation de l'année, Les Triplettes de Belleville.
- 2013 : Félix dans la catégorie Album de l’année – bande sonore originale au Gala de l’ADISQ, Mars et Avril.

### Nominations
- 2004 : Oscar de la meilleure chanson originale, Les Triplettes de Belleville.
- 2005 : Grammy Award de la meilleure chanson écrite pour un média visuel, Les Triplettes de Belleville.
- 2013 : Prix Écrans Canadiens et Prix Jutra pour la meilleure musique originale, Mars et Avril.
- 2013 : Prix Jutra pour la meilleure musique originale, Une bouteille à la mer.